# Land- und forstwirtschaftlicher Betrieb

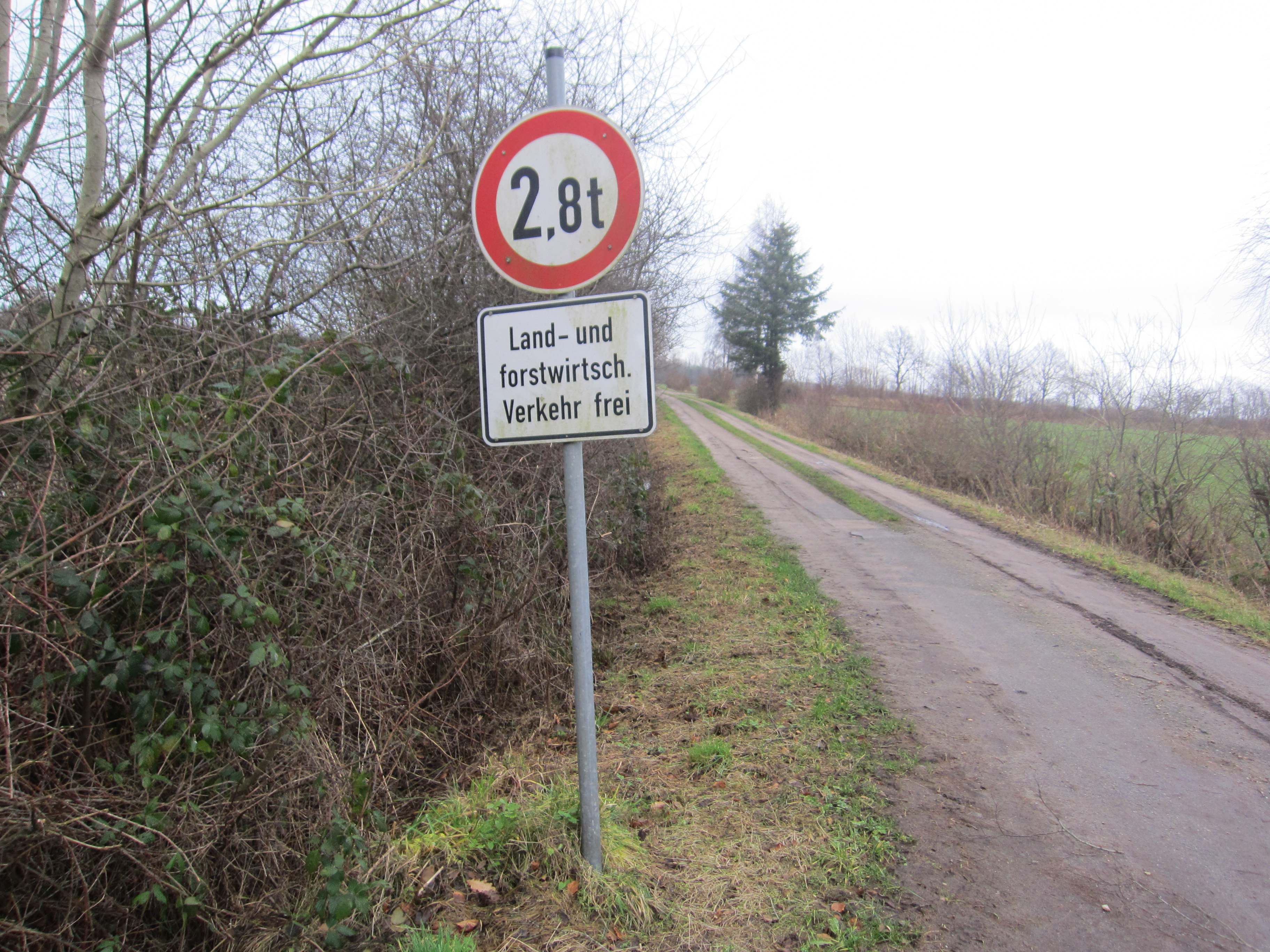
Verkehrsschild: Land- und forstwirtschaftlicher Verkehr frei.

Land- und Forstwirtschaft (LuF) ist der Wirtschaftszweig, in dem Landwirtschaft, Forstwirtschaft und weitere verwandte Wirtschaftszweige im Agrarsektor der Urproduktion zusammengefasst werden. Während in der Landwirtschaft vorwiegend Nahrungs- und Futtermittel sowie Energierohstoffe produziert werden, dient die Forstwirtschaft vor allem der Gewinnung der Ressource Holz. Die Unternehmen nennt man land- und forstwirtschaftlicher Betrieb. Viele Landwirte sind zugleich Waldbesitzer und üben weitere mit der Boden- und Waldbewirtschaftung verbundene Nebentätigkeiten aus (z. B. Jagd), so dass eine Trennung der Bereiche nicht zweckdienlich ist. Reine Forstbetriebe sind relativ selten (nur Großwaldbesitzungen und staatliche Betriebe wie die Bayerische Staatsforsten AöR).
Die landwirtschaftlich genutzte Fläche beläuft sich weltweit auf ca. 50 Mio. km², die Waldfläche wird auf etwa 40 Mio. km² geschätzt, von dem nurmehr etwa ein Drittel Urwald ist. Somit werden etwa knapp zwei Drittel der Landfläche der Erde (150 Mio. km²) land- und forstwirtschaftlich genutzt.

## Statistik
Land- und Forstwirtschaft als Sammelbegriff ist in amtlichen Statistiken zusammengefasst. Seit einigen Jahren führen die Statistiken sie aber insbesondere zusammen mit Fischerei: In der internationalen Wirtschaftsystematik der UNO als ISIC Abschnitt A, desgleichen in der EU-Übernahme NACE 2.0, Vor 2006, in der NACE 1.1, wurde noch A Land- und Forstwirtschaft und B Fischerei und Fischzucht geführt.

## Umweltschutz
Eine natur- und landschaftsverträgliche Land-, Forst- und Fischereiwirtschaft ist für die Erhaltung der Kultur- und Erholungslandschaft von besonderer Bedeutung, § 5 Bundesnaturschutzgesetz (BNatschG).
Auch die Alpenkonvention, ein internationales Abkommen der Alpenstaaten, betont die Zusammengehörigkeit:

„Die Vertragsparteien stimmen darin überein, dass eine ganzheitliche Konzeption von Land- und Forstwirtschaft auf Grund ihrer sich ergänzenden und zum Teil voneinander abhängigen Funktionen in den Berggebieten erforderlich ist.“

## Deutschland

### Anzahl der Betriebe
1949 gab es in der Bundesrepublik 1.791.815 landwirtschaftliche Betriebe (ab 1 Hektar) mit 13,3 Mio. Hektar und einer Durchschnittsgröße von 14 Hektar.

Die Anzahl der Betriebe in der Landwirtschaft nahm von 1970 mit 1.146.924 Betriebe (Durchschnittsgröße  17,1 Hektar) bis 2010 mit 299.100 Betriebe sehr stark ab und verringerte sich bis 2019 auf 266.700 Betriebe.
Die durchschnittliche Betriebsgröße der landwirtschaftlichen Betriebe ab fünf Hektar nahm von  1991 bis 2019 von um 40 Hektar auf 66 Hektar zu.

### Betriebe nach Rechtsform
2016 hatten die landwirtschaftlichen Betriebe folgende Rechtsformen:
- Neue Länder: 24.660 Betriebe
  - Einzelunternehmen: 17.624 (71,5 %)
  - Personengesellschaften: 3.366 (13,6 %)
  - private juristische Personen: 3.626 (14,7 %)
  - öffentl. juristische Personen: 44 (0,2 %)
- Früheres Bundesgebiet: 249.910 Betriebe
  - Einzelunternehmen: 225.880 (90,4 %)
  - Personengesellschaften: 22.247 (8,9 %)
  - private juristische Personen: 1.434 (0,6 %)
  - öffentl. juristische Personen: 349 (0,1 %)

### Handelsrecht
Der Land- und Forstwirt ist kein Kaufmann im handelsrechtlichen Sinn, kann sich aber freiwillig als sog. Kannkaufmann ins Handelsregister eintragen lassen. Dann unterliegt der Betrieb dem Handelsrecht, was insbesondere Buchführungspflicht nach sich zieht, aber auch das Recht, im Geschäftsverkehr unter einer Firma aufzutreten. Das gilt nicht für land- und forstwirtschaftlich tätige Kapitalgesellschaften; diese unterfallen als Formkaufleute kraft Gesetzes dem Handelsrecht.

### Steuerrecht
Der land- und forstwirtschaftliche Betrieb ist in dieser Kombination auch Gegenstand des Steuerrechts.
Einkommensteuer
Einzelunternehmer und Mitunternehmerschaften erzielen Einkünfte aus Land- und Forstwirtschaft und unterliegen mit diesen der Einkommensteuer. Wirtschaftsgüter, die einem Betrieb der Land- und Forstwirtschaft dienen, sind Betriebsvermögen. Beim Überschreiten bestimmter Umsatz-, Gewinn- oder Wirtschaftswertgrenzen entsteht eine Buchführungspflicht nach der Abgabenordnung (AO); diese Land- und Forstwirte haben zusätzlich zu den Büchern ein Anbauverzeichnis zu führen, § 142 AO.
Gewerbesteuer
Die Tätigkeit der Land- und Forstwirte ist kein Gewerbe und damit auch nicht gewerbesteuerpflichtig, mit Ausnahme von Land und Forst bewirtschaftenden Kapitalgesellschaften und Genossenschaften, die kraft Gesetzes gewerbliche Einkünfte erzielen.
Körperschaftsteuer
Körperschaften, die Land- und Forstwirtschaft betreiben, sind körperschaftsteuerpflichtig.
Umsatzsteuer
Der Produktabsatz aus der Land- und Forstwirtschaft unterliegt der Umsatzbesteuerung. Auf Lieferungen von Nahrungsmitteln ist in der Regel der ermäßigte Steuersatz von 7 % anzuwenden, für Holz jedoch der Regelsteuersatz (mit Ausnahmen, z. B. Brennholz). Für bestimmte Betriebe gilt eine Durchschnittsbesteuerung mit abweichenden Steuersätzen und pauschalem Vorsteuerabzug, § 24 Umsatzsteuergesetz (UStG). Durch diese Pauschalierungsmethode hat das land- und forstwirtschaftliche Unternehmen meist keine Umsatzsteuer an das Finanzamt zu zahlen.
Grundsteuer
Für die Betriebe der Land- und Forstwirtschaft beschließen die Gemeinden einen eigenen Grundsteuer-Hebesatz (Grundsteuer A), der regelmäßig niedriger liegt als der Hebesatz Grundsteuer B für die übrigen Grundstücke. Es wird ein Grundsteuerwert (bis 2024: Einheitswert) festgestellt, hieraus ein Grundsteuermessbetrag entwickelt und hierauf der Hebesatz angewandt. Die Bewertung richtet sich nach dem Bewertungsgesetz (BewG) und erfolgt typisiert in einem gesetzlich normierten Ertragswertverfahren.
Erbschaftsteuer/Schenkungsteuer
Wird land- und forstwirtschaftliches Vermögen vererbt oder verschenkt, kann Erbschaftssteuer entstehen. In diesen Fällen erfolgt die Bewertung in einem gesonderten Verfahren mit dem Bedarfswert, das ebenfalls als Ertragswertverfahren ausgestaltet ist. Land- und forstwirtschaftliches Vermögen gehört zum erbschaftsteuerlich begünstigten Betriebsvermögen, für das besondere Steuerverschonungsregeln gelten, um die Unternehmensnachfolge zu sichern.

### Öffentliches Baurecht
Im Außenbereich sind Vorhaben zulässig, die einem land- oder forstwirtschaftlichen Betrieb dienen und nur einen untergeordneten Teil der Betriebsfläche einnehmen, § 35 Abs. 1 Nr. 1 Baugesetzbuch (BauGB).

## Österreich
In Österreich beruht der Begriff auf dem Bewertungsgesetz 1955 (BewG 1955), dem zentralen Gesetz über die Vermögenschaften auch als Betriebsgrundlage. Geregelt sind im Abschnitt I. Land- und forstwirtschaftliches Vermögen § 29 Unterarten:
1. das landwirtschaftliche Vermögen (Lit. a., §§ 30 ff.)
2. das forstwirtschaftliche Vermögen (Lit. b., §§ 46,47)
3. das Weinbauvermögen (Lit. c., §§ 48)
4. das gärtnerische Vermögen (Lit. a., §§ 49)
5. das übrige land- und forstwirtschaftliche Vermögen (Lit. e., §§ 50): dazu gehören „insbesondere:
  1. das der Fischzucht und der Teichwirtschaft gewidmete Vermögen
  2. das Fischereirecht und das übrige der Fischerei gewidmete Vermögen
  3. das der Bienenzucht gewidmete Vermögen (Imkereien)“

Insgesamt umfasst das nach Gewerbeordnung „die Hervorbringung und Gewinnung pflanzlicher Erzeugnisse mit Hilfe der Naturkräfte, den Wein- und Obstbau, den Gartenbau und die Baumschulen, das Halten von Nutztieren zur Zucht, Mästung oder Gewinnung tierischer Erzeugnisse sowie die Jagd und Fischerei,“ sowie das Nebengewerbe der Land- und Forstwirtschaft, wie:
- Betrieb von Sägen, Mühlen, Molkereien, Brennereien, Keltereien;
- Vermittlung des Einkaufes und Verkaufes sowie die Versteigerung von Zuchtvieh;
- Verkauf unverarbeiteter pflanzlicher Erzeugnisse – ausgenommen Getreide und Kartoffeln – sowie von Ferkeln, Fischen, Geflügel, Eiern und Honig;
- Züchtung, Vermehrung, Bearbeitung, Verwertung und Beschaffung von Saatgut;

und Tätigkeiten wie Ausschank  im Rahmen der Almbewirtschaftung, Fuhrwerks- und Winterdienst, Kulturpflege im ländlichen Raum (etwa Mähdienste), Kompostieren oder „Abbau der eigenen Bodensubstanz“ (etwa Lehmgruben) und Erzeugung und Lieferung von Wärme aus Biomasse (Kleinkraftwerke bis 4 MW). Im weiteren Sinne (andere Gesetzesmaterien) umfasst der Begriff auch Ab-Hof-Verkauf insgesamt, Buschenschank, ländliche Privatzimmervermietung, Urlaub am Bauernhof und anderes mehr.
Auf dieser Klassierung beruhen zahlreiche Einstufungen, vom Steuerrecht und Förderungen bis hin zur amtlichen Statistik. In Österreich ist auch seit 1919 Land- und Forstwirtschaft ein gemeinsames ministerielles Ressort (Portefeuille), als sich aus dem k.k. Ackerbauministerium das Staatsamt für Land- und Forstwirtschaft entwickelte (derzeit Sektionen II und III am Bundesministerium für Land- und Forstwirtschaft, Umwelt und Wasserwirtschaft, Lebensministerium, BMLFUW).
Insgesamt gibt es in Österreich etwa 200.000 land- und forstwirtschaftliche Betriebe, im Vergleich zu 300.000 Betrieben der sonstigen Produktions- und Dienstleistungsbereiche insgesamt. Die Bruttowertschöpfung beträgt etwa 3 Mrd. €, das sind nur knapp 3 % der Produktion und weniger als 1,5 % der betrieblichen Gesamtwertschöpfung Österreichs.

## Schweiz
Die Schweizer Landwirtschaft befindet sich in einem starken Wandel. 4071 km² oder 27,5 % der Landwirtschaftsflächen werden heute (Stand 2018) als Ackerland genutzt. Zwischen 1979/85 und 2004/09 gingen 295 km² (6,8 %) dieser genutzten Flächen verloren. 32,8 % der Fläche der Schweiz sind für die Landwirtschaft unproduktive Flächen. Inklusive Alpwirtschaft sind 35,8 % der Fläche landwirtschaftlich nutzbar, 31,3 % sind Wald und Gehölz.
Von 1990 bis 2008 haben die Bauernhöfe von 93.000 auf 60.900 und die Beschäftigten in der Landwirtschaft von 254.000 auf 168.500 abgenommen. Durch die Agrarpolitik 2011 wird eine weitere Verringerung der landwirtschaftlichen Produktion angestrebt.